# Placerias
Placerias („široké tělo”) je rod therapsida z infrařádu Dicynodontia. Žil v období spodního triasu před 221 až 210 miliony lety a patřil mezi největší býložravce své doby; dosahoval délky až 3,5 metrů a vážil až 1 tunu. Nohy byly dobře osvaleny. Ekologicky a evolučně se vzdáleně podobal hrochovi. Tito tvorové a jejich vývojoví příbuzní patrně vyhynuli při hromadném vymírání na konci triasu.

## Význam
Jeho fosilie byly nalezeny roku 1930 v blízkosti města St. Johns v Arizoně a tato oblast byla pojmenována jako „Placerias Quarry” („lom placeriasů”). Byl považován za jednoho z posledních zástupců infrařádu Dicynodontia, pozdější nálezy z Queenslandu však naznačují, že infrařád možná přežil až do počátku křídy.